# Сосновка (муниципальный округ Карпинск)
Сосно́вка — посёлок в муниципальном округе Карпинск Свердловской области России.

## География
Сосновка расположена в 28 километрах от Карпинска, на лесном водоразделе болота Большого Княспинского болота и реки Большой Лих (правый приток Ваграна). В окрестностях посёлка находятся живописные Антипинское, Большое и Малое Княспинские озёра. Территория Сосновки включает также посёлок Княсьпа.

## История
История посёлка связана со строительством Богословского алюминиевого завода. В 1946 году на территории будущего посёлка был организован леспромхоз. Строили его немцы-трудармейцы, бывшие заключённые и завербованные деревенские мужики. В 1955 году территория Третьего леспромхоза была передана в административное подчинение городу Карпинску. В феврале 1959 года леспромхоз переименовали в Центральный лесопункт Вагранского леспромхоза треста «Серовлес». В 1966 году посёлок Центральный лесопункт был выведен в отдельную территориальную единицу и получил название Сосновка. Были построены школа, клуб, баня, сберкасса, почта, здание администрации, детский сад, больница, магазины, и даже стадион. В конце 1980-х годов открылась своя котельная.

## Население
| 2002 | 2010 |
| ---- | ---- |
| 1091 | ↘973 |

В лучшие годы в Сосновке проживало до 3000 человек. С начала 1990-х годов началась массовая эмиграция немецкого населения посёлка. С закрытием Вагранского ЛПХ в середине 1990-х гг. численность населения уменьшилась.

## Экономика
В 1997—1998 гг. на базе Вагранского ЛПХ был открыт лесоперерабатывающий комплекс, получивший название ООО «Простор».